# Leioproctus spegazzini
Leioproctus spegazzini är en biart som först beskrevs av Jörgensen 1912.  Leioproctus spegazzini ingår i släktet Leioproctus och familjen korttungebin. Inga underarter finns listade i Catalogue of Life.